# Brownsville (Washington)
Brownsville es un área no incorporada ubicada en el condado de Kitsap en el estado estadounidense de Washington.

## Geografía
Brownsville se encuentra ubicado en las coordenadas 47°39′20″N 122°36′55″O / 47.65556, -122.61528.